# Symmachia phaedra
Espèce
Symmachia phaedra est un insecte lépidoptère appartenant à la famille  des Riodinidae et au genre Symmachia.

## Taxonomie
Symmachia phaedra a été décrit par Bates en 1868 sous le nom de Cricosoma phaedra.

### Sous-espèces
- Symmachia phaedra phaedra; présent au Brésil
- Symmachia phaedra asclepia Hewitson, 1870; en Amérique Centrale et en Équateur[1].

## Description
Symmachia phaedra est un papillon rouge orangé ornementé de lignes de gros points marron, dont une ligne submarginale, et de courts traits marron débutant au bord costal des ailes antérieures et qui lui sont perpendiculaires.
Le revers présente la même ornementation.

## Écologie et distribution
Symmachia phaedra est présent au Costa Rica, en Équateur et au  Brésil sous forme d'un isolat.

### Protection
Pas de statut de protection particulier.